# Knabenchor Hösel
Im Knabenchor Hösel singen Schüler der 3. bis 12. Jahrgangsstufe. Die Choristen pflegen sakrale und auch weltliche Literatur aller Epochen bis hin zur Moderne. Hierdurch leistet der Knabenchor einen Beitrag zum Erhalt volkskirchlicher Werte und Glaubensgrundsätze, und zur kulturellen Vielfalt in der Region Düsseldorf.
Zum Repertoire des Chors gehört europäische Vokalmusik aller Zeitepochen. Künstlerischer Schwerpunkt ist die regelmäßige Aufführung der Werke von Johann Sebastian Bach und Wolfgang Amadeus Mozart im Kirchenjahr sowie die Pflege der Literatur für Knabenchor und Orgel.

## Vorgeschichte
Im Jahr 1989 gründete Toralf Hildebrandt einen gemischten Kinder- und Jugendchor unter dem Namen Jugendkantorei Hösel. Konzerte und Konzertreisen führten die Jugendkantorei in den folgenden Jahren in Kirchen in Deutschland, Europa und Nordamerika.
Im Jahr 2007 wandelte Hildebrandt die Jugendkantorei in einen reinen Knabenchor um, den Knabenchor Hösel.

## Konzertprogramm

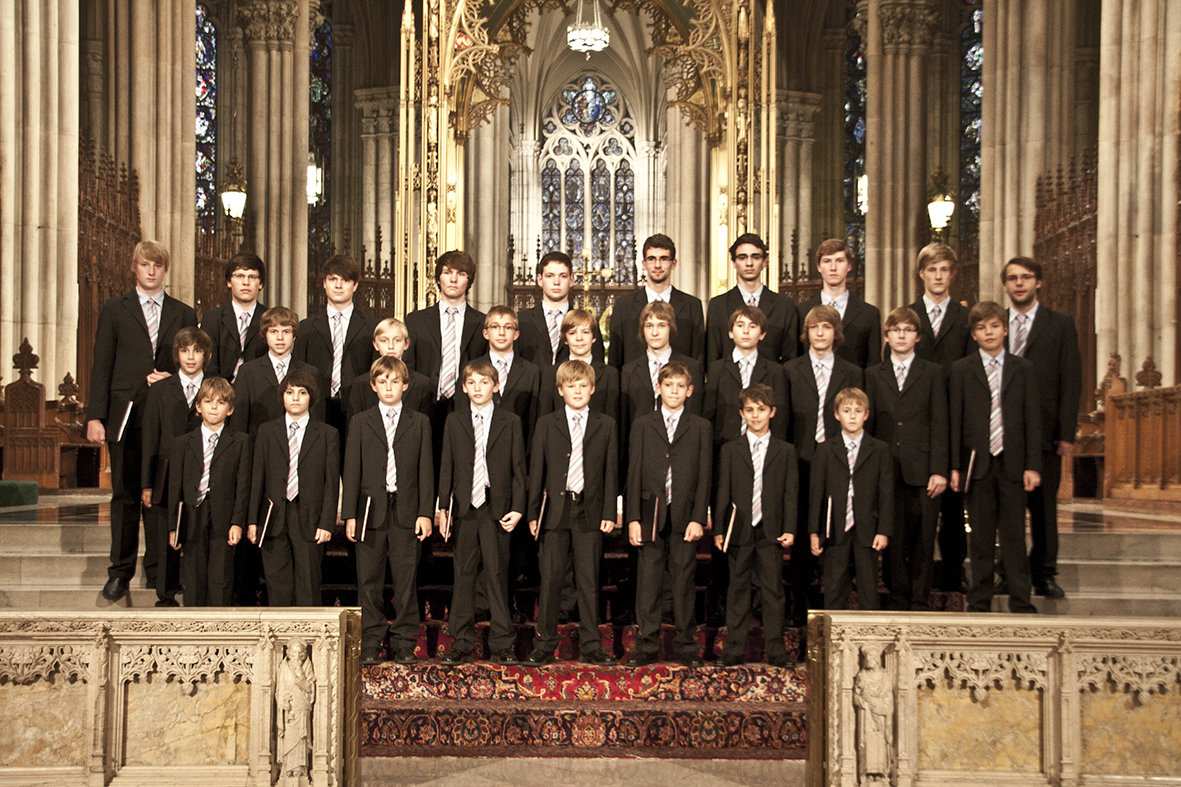
Der Knabenchor Hösel in der St. Patrick’s Cathedral, New York (24. Juli 2011)

Regelmäßige auswärtige Konzerte sowie nationale und internationale Konzertreisen sind ein fester Bestandteil der musikalischen Arbeit. Engagements führten den Chor bereits unter anderem nach Kathedrale Notre-Dame de Paris, in den Petersdom und die Sixtinische Kapelle in Rom, in die St. Patrick’s Cathedral (New York), in die Thomaskirche zu Leipzig und in den Deutschen Reichstag (Berlin).
Darüber hinaus gibt der Knabenchor Hösel viele weitere Konzerte und Auftritte und singt in verschiedenen Gottesdiensten über das Jahr verteilt. Fester Bestandteil der jährlichen Konzertreihen sind ein Sommerkonzert, das in wechselnden Kirchen in Ratingen veranstaltet wird, und ein traditionelles Weihnachtskonzert in der Neanderkirche (Düsseldorf) in Düsseldorf.

## CD-Publikationen
CD-Reihe „Engelschöre“
Toralf Hildebrandt und Komponist Gerhard Rabe vom concertino musikverlag haben im Jahr 2009 gemeinsam mit der Edition dieser CD-Reihe begonnen, um längst vergessen geglaubte „Perlen der Chormusik“ aufzuspüren. Fündig wurden sie vor allem in Süddeutschland, Frankreich und England. Die erste CD der Reihe mit dem Titel „Engelschöre Vol. 1“ erschien 2009, Vol. 2. folgte 2010. Im Jahr 2013 wurde die aktuelle CD „Engelschöre Vol. 3“ herausgebracht.

## Filme
Die Tonleiter des Erfolgs – Ein Knabenchor in New York
10 Tage hat ein Team des Fernsehsenders center.tv den Knabenchor bei seiner Konzertreise nach New York im Juli 2011 begleitet. Der Film wurde 2011 erstmals im Weihnachtsprogramm des Fernsehsenders übertragen und zeigt die Chorknaben unter anderem bei Auftritten in der St. Patrick’s Cathedral, bei einem Treffen mit der New Yorker Feuerwehr, und bei einem Treffen mit dem Jazzmusiker Theo Bleckmann.
Das Bild muss stimmen – Ein Knabenchor in Rom
Pfingsten 2010 reiste der Knabenchor Hösel für eine Konzertreihe nach Rom und gestaltete dort einen Festgottesdienst im Petersdom, ein Konzert im Benediktiner-Kloster St. Anselmo und gab zum Abschluss der Reise an Pfingstmontag ein Privatkonzert in der Sixtinischen Kapelle. Ein Team des Fernsehsenders center.tv begleitete den C hor bei dieser Reise und hielt die Eindrücke in der 60-minütigen Fernsehreportage „Das Bild muss stimmen – Ein Knabenchor in Rom“ fest.
30 Jungs im Gleichklang – Der Knabenchor Hösel auf Tournee
Mehr als 6 Monate hat WDR-Reporterin Sabine Wagner den Knabenchor im Jahr 2009 bei seiner Arbeit begleitet. Entstanden ist eine 45-minütige Reportage über das Wirken des Chores, die bereits mehrfach im Westdeutschen Rundfunk (WDR) und anderen öffentlich-rechtlichen Fernsehsendern ausgestrahlt wurde. Der Film zeigt den Knabenchor auf Europatournee in London, bei einem Leuchtturmprojekt der Landesregierung Düsseldorf mit einer Rockband im Hauptbahnhof Düsseldorf, und wirft einen Blick auf das Alltagsleben der Chormitglieder.